# Zwemmen op de Olympische Zomerspelen 2024 – 4×100 meter wisselslag mannen
De 4×100 meter wisselslag mannen op de Olympische Zomerspelen 2024 vond plaats op 3 en 4 augustus 2024. Regerend olympisch kampioen was de Verenigde Staten.

## Records
Voorafgaand aan het toernooi waren dit het wereldrecord en het kampioenschapsrecord
| Wereldrecord     | Verenigde Staten Ryan Murphy Michael Andrew Caeleb Dressel Zach Apple | 3.27,28 | Tokio | 1 augustus 2021 |
| Olympisch record | Ryan Murphy Michael Andrew Caeleb Dressel Zach Apple                  | 3.27,95 | Tokio | 1 augustus 2021 |

## Uitslagen
De acht snelste ploegen in de series kwalificeerden zich voor de finale.

### Series
| Rang | Serie | Baan | Land             | Namen                                                                                                 | Tijd    | Bijz. |
| ---- | ----- | ---- | ---------------- | --- | ------- | ----- |
| 1    | 1     | 5    | Frankrijk        | Yohann Ndoye-Brouard (52,99) Leon Marchand (59,03) Clément Secchi (51,39) Rafael Fente-Damers (47,95) | 3.31,36 | Q     |
| 2    | 1     | 4    | China            | Xu Jiayu (53,58) Qin Haiyang (58,51) Wang Changhao (51,75) Pan Zhanle (47,74)                         | 3.31,58 | Q     |
| 3    | 2     | 4    | Verenigde Staten | Hunter Armstrong (53,26) Charlie Swanson (59,73) Thomas Heilman (51,15) Jack Alexy (47,48)            | 3.31,62 | Q     |
| 4    | 1     | 3    | Nederland        | Kai van Westering (54,49) Caspar Corbeau (58,94) Nyls Korstanje (50,27) Stan Pijnenburg (48,10)       | 3.31,80 | Q     |
| 5    | 2     | 3    | Groot-Brittannië | Oliver Morgan (53,21) Adam Peaty (59,16) Joe Litchfield (51,76) Matthew Richards (48,00)              | 3.32,13 | Q     |
| 6    | 2     | 5    | Australië        | Isaac Cooper (53,85) Joshua Yong (58,99) Ben Armbruster (51,61) Kyle Chalmers (47,79)                 | 3.32,24 | Q     |
| 7    | 2     | 2    | Canada           | Blake Tierney (53,83) Finlay Knox (1.00,34) Ilya Kharun (50,40) Javier Acevedo (47,76)                | 3.32,33 | Q     |
| 8    | 1     | 6    | Duitsland        | Ole Braunschweig (54,05) Lucas Matzerath (59,54) Luca Armbruster (51,01) Josha Salchow (47,91)        | 3.32,51 | Q     |
| 9    | 2     | 6    | Italië           | Thomas Ceccon (53,56) Nicolò Martinenghi (59,23) Giacomo Carini (51,75) Alessandro Miressi (48,17)    | 3.32,71 |       |
| 10   | 1     | 7    | Polen            | Ksawery Masiuk (55,11) Jan Kałusowski (59,94) Jakub Majerski (51,18) Bartosz Piszczorowicz (48,82)    | 3.33,70 |       |
| 11   | 2     | 8    | Ierland          | Conor Ferguson (54,88) Darragh Greene (59,68) Max McCusker (52,04) Shane Ryan (47,21)                 | 3.33,81 | NR    |
| 12   | 1     | 1    | Oostenrijk       | Bernhard Reitshammer (54,97) Valentin Bayer (1.00,02) Simon Bucher (51,16) Heiko Gigler (47,88)       | 3.34,03 |       |
| 13   | 2     | 1    | Zuid-Korea       | Lee Ju-ho (54,49) Choi Dong-yeol (59,59) Kim Ji-hun (52,62) Hwang Sun-woo (47,98)                     | 3.34,68 |       |
| 14   | 1     | 2    | Japan            | Riku Matsuyama (55,11) Taku Taniguchi (1.00,22) Naoki Mizunuma (51,63) Katsuhiro Matsumoto (47,88)    | 3.34,84 |       |
| 15   | 1     | 8    | Zwitserland      | Roman Mityukov (54,27) Jérémy Desplanches (1.00,73) Nils Liess (54,64) Antonio Djakovic (49,10)       | 3.38,74 |       |
|      | 2     | 7    | Spanje           | Hugo González Carles Coll Mario Mollà Sergio de Celis                                                 | DSQ     |       |

### Finale
| Rang   | Baan | Land                | Namen                                                                                               | Tijd    | Bijz. |
| ------ | ---- | ------------------- | --------------------------------------------------------------------------------------------------- | ------- | ----- |
| Goud   | 5    | China               | Xu Jiayu (52,37) Qin Haiyang (57,98) Sun Jiajun (51,19) Pan Zhanle (45,92)                          | 3.27,46 |       |
| Zilver | 3    | Verenigde Staten    | Ryan Murphy (52,44) Nic Fink (58,97) Caeleb Dressel (49,41) Hunter Armstrong (47,19)                | 3.28,01 |       |
| Brons  | 4    | Frankrijk           | Yohann Ndoye-Brouard (52,60) Léon Marchand (58,62) Maxime Grousset (49,57) Florent Manaudou (47,59) | 3.28,38 |       |
| 4      | 2    | Verenigd Koninkrijk | Oliver Morgan (52,83) Adam Peaty (58,16) Duncan Scott (51,30) Matthew Richards (47,31)              | 3.29,60 |       |
| 5      | 7    | Australië           | Isaac Cooper (54,28) Joshua Yong (59,26) Matthew Temple (50,89) Kyle Chalmers (47,43)               | 3.31,86 |       |
| 6      | 8    | Duitsland           | Ole Braunschweig (54,38) Melvin Imoudu (59,37) Luca Armbruster (50,96) Josha Salchow (47,75)        | 3.32,46 |       |
| 7      | 1    | Canada              | Blake Tierney (53,75) Finlay Knox (59,75) Ilya Kharun (50,46) Joshua Liendo (47,31)                 | 3.31,27 |       |
| 8      | 6    | Nederland           | Kai van Westering (54,60) Caspar Corbeau (59,19) Nyls Korstanje (50,60) Stan Pijnenburg (48,13)     | 3.32,52 |       |